# Сельское поселение Чапаевский
Сельское поселение Чапаевский — муниципальное образование в Красноармейском районе Самарской области.
Административный центр — посёлок Чапаевский.

## Административное устройство
В состав сельского поселения Чапаевский входят:
- село Воздвиженка,
- посёлок Новоалександровка,
- посёлок Чапаевский.